# بخش لی-له-رز
بخش لی-له-رز (به فرانسوی: Arrondissement de L'Haÿ-les-Roses) یک بخش در فرانسه است که در ول-دو-مرن واقع شده‌است.